# Örgön járás
Örgön járás (mongol nyelven: Өргөн сум) Mongólia Kelet-Góbi tartományának egyik járása. Területe 8700 km². Népessége kb. 2000 fő.
Székhelye, Szendzs (Сэнж) 1 km-re fekszik Szajnsand tartományi székhelytől.